# Gadespejl
Et traditionelt gadespejl kaldes også spionspejl eller sladrespejl og er to spejle der er monteret udenfor et vindue på et hus. De mødes i en vinkel således at man fra indersiden af vinduet kan se hvad der sker udenfor på gaden i begge retninger.
Gadespejle kom frem omkring 1850. I starten var det ofte rige husejere som bragte gamle spejle til en smed for at få dem monteret i en ramme så de kunne bruges som gadespejl.
Udtrykket gadespejle bruges også om trafikspejle der sættes op således at trafikanter kan "kigge om hjørner" for at øge trafiksikkerheden.